# Tungusichthys
Tungusichthys è un genere estinto di pesci ossei vissuto tra il Permiano superiore e il Triassico inferiore, i cui resti fossili sono stati ritrovati nei pressi del fiume Tunguska, in Siberia. È l’unico membro noto della famiglia Tungusichthyidae. L'unica specie nota è Tungusichthys acentrophoroides.

## Descrizione
Tungusichthys è noto da resti fossili che indicano una morfologia intermedia tra i pesci paleonisciformi e i primi olostei. La pinna caudale presenta ancora un vistoso lobo superiore ricoperto di scaglie, ma tende superficialmente verso una condizione omocerca, risultando solo debolmente bilobata. Le pinne, nel loro insieme, hanno caratteristiche da olosteo: pochi raggi finemente biforcati e articolati solo distalmente.
Il sospensorio mandibolare è verticale, mentre il preopercolo è stretto, una configurazione simile a quella riscontrata nei caturidi e distinta dai Parasemionotidae. La mascella è sottile e ridotta, di aspetto tipicamente olosteo, ed è articolata con un piccolo osso supramascellare. L’interopercolo è anch’esso di dimensioni ridotte.

## Classificazione
La specie Tungusichthys acentrophoroides fu descritto da Lev S. Berg nel 1941 sulla base di materiali provenienti da terreni risalenti al Permiano superiore o al Triassico inferiore del Bacino della Tunguska. Fu collocato in una nuova famiglia, Tungusichthyidae, che ad oggi rimane monogenerica. La posizione sistematica precisa del genere resta incerta (incertae sedis), ma mostra tratti affini ai primi olostei.
Le sue caratteristiche lo differenziano sia dai Parasemionotiformes sia dai Neopterygii più evoluti. Le affinità morfologiche con i caturidi suggeriscono che Tungusichthys rappresenti una forma transizionale all’interno dell’evoluzione degli attinotterigi nel Permiano - Triassico.
Tungusichthys riveste un certo interesse per la comprensione della transizione tra i pesci paleonisciformi e i Neopterygii, in particolare per quanto riguarda l’evoluzione della pinna caudale verso una morfologia omocerca e la riduzione strutturale della mascella e del sistema opercolare, tipica degli olostei.

## Paleoambiente
I fossili di Tungusichthys provengono da sedimenti fluvio-lacustri della regione della Siberia centrale; in particolare il Bacino della Tunguska è noto per la sua peculiare fauna permo-triassica che testimonia l'estinzione di fine Paleozoico. Il contesto deposizionale suggerisce che questo genere abitasse ambienti d’acqua dolce o lagunari, in un ecosistema in fase di ricostruzione dopo l’estinzione di massa del Permiano-Triassico.